# Silobolsa

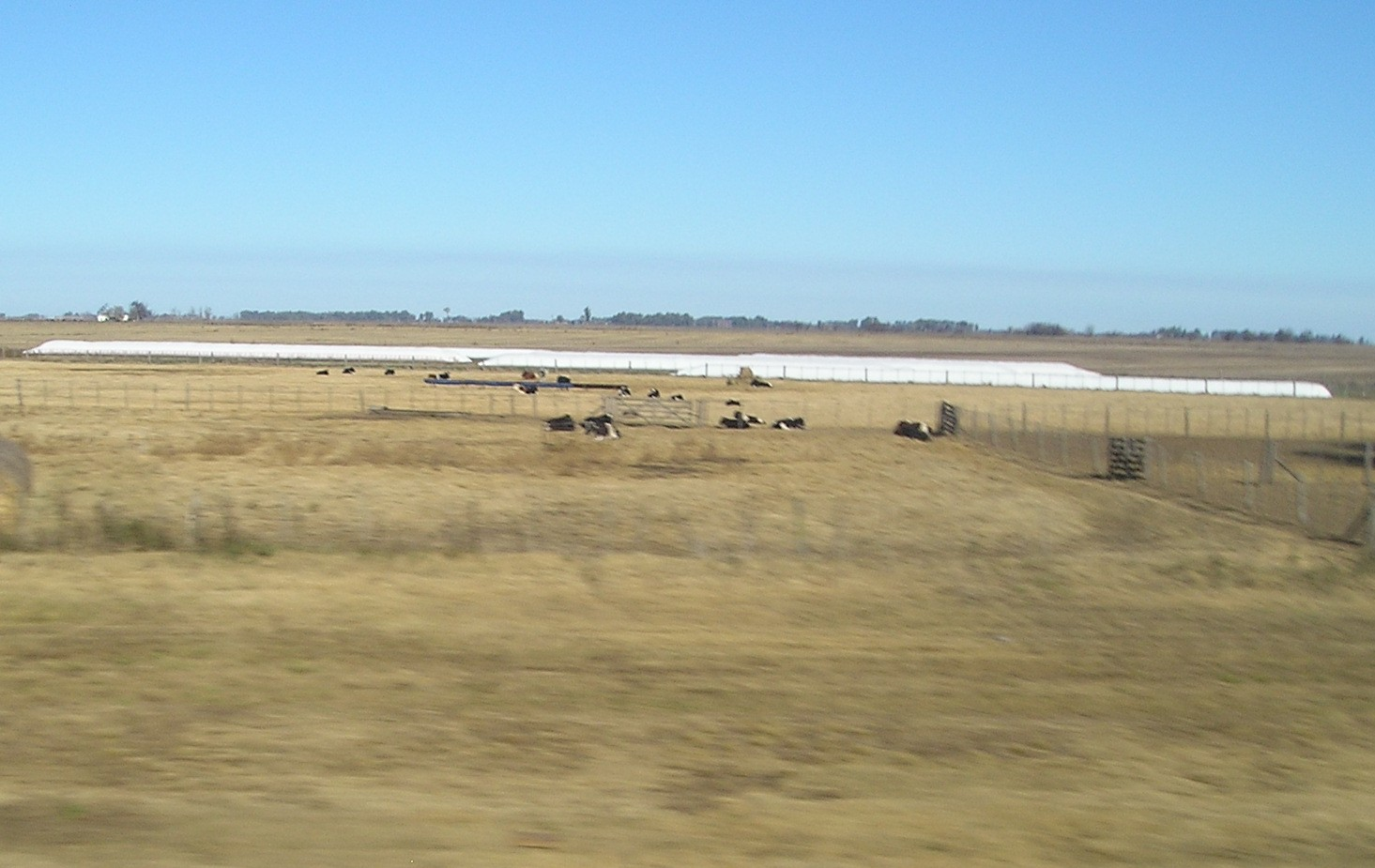
Silos bolsa acopiando soja en la provincia de Buenos Aires, Argentina.

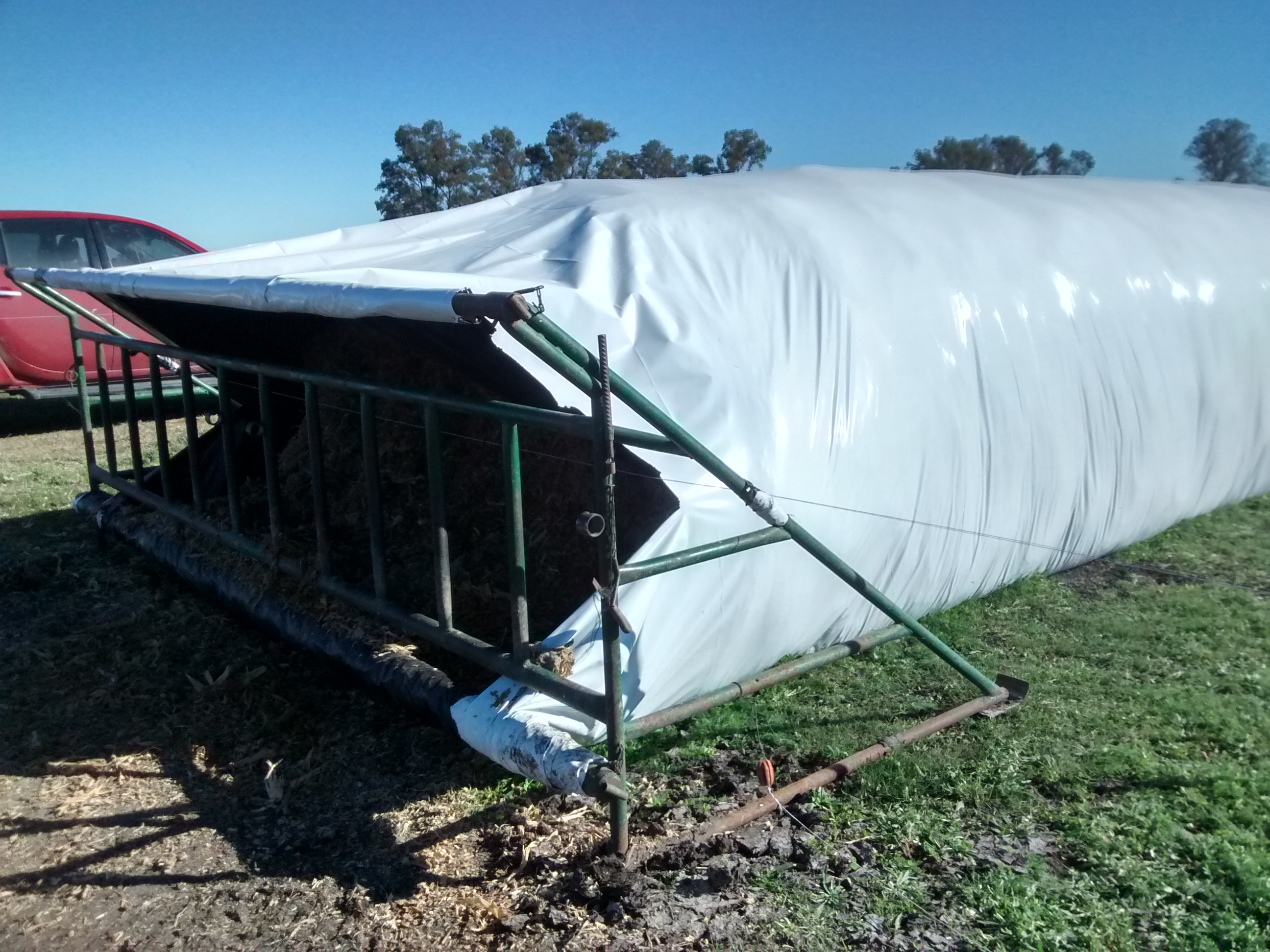
Silo bolsa abierto para alimentar ganado.

El Silo bolsa (también llamado la silobolsa) es un implemento agrícola para el acopio de granos (cereales y oleaginosas) que consiste en una amplia bolsa plástica donde almacenar la cosecha hasta que sea necesario transportarla para su comercialización.

## Historia
Si bien la silobolsa se inventó en Alemania para almacenaje de forraje, fue en Argentina donde cobró gran desarrollo la tecnología para todo el embolsado de granos. Esta tecnología fue introducida en el país en el año 1994 y a partir del año 1995 se comenzaron a realizar, por el INTA, los primeros ensayos en la Argentina. Desde sus comienzos se usó con escasos conocimientos técnicos debido a la poca información a nivel local e internacional que se disponía. Uno de los científicos del INTA que participó del desarrollo, el ingeniero agrónomo Cristiano Casini señalaba:
Con la crisis de 2001 el productor agropecuario desconfió del sistema financiero y económico y también quiso retener los granos en el campo. Así comenzó la demanda de tecnología para almacenar granos sin ninguna infraestructura disponible. Allí fue cuando sacamos el as de la manga y presentamos al productor la bolsa plástica como un sistema posible para almacenar granos. Desde el INTA se potenció la investigación, y concretamos un acuerdo con las tres empresas fabricantes de bolsas plásticas que existían en aquel entonces. Este convenio lo coordiné yo mismo hasta 2010. Como producto, se determinó la tecnología para almacenar granos de todo tipo: trigo, sorgo, maíz, girasol, soja, poroto, cebada cervecera, arroz y fertilizantes.
En el año 2004, se concretó un Convenio de Vinculación Tecnológica entre el INTA y las principales empresas fabricantes de bolsas plásticas en el país, con el objetivo de fortalecer el desarrollo de esta tecnología mediante la investigación y experimentación aplicada. Esta decisión de las empresas Industrias Plásticas por Extrusión S.A. (IPESA), Plastar San Luis S.A. (Plastar) y Venados Manufacturas Plásticas S.A. (Inplex Venados) fortaleció en forma enérgica la investigación en almacenamiento de granos en bolsas plásticas.
Desde entonces la Argentina se convirtió en un productor y exportador líder en silobolsas. En 2013 se exportaron embolsadoras y extractoras por 13 millones de dólares, principalmente a Brasil, Canadá, Chile, Alemania y Australia, así como bolsas por un monto aproximado de 27 millones de dólares. En este caso, el 50% se vendió a Brasil y el resto a Uruguay, Paraguay, Estados Unidos, Chile, Sudáfrica, Colombia y Ucrania.

## Función e importancia
El silobolsa es una innovación productiva aparecida en la década de 1990 que permite al productor rural almacenar los granos en su propio campo, reduciendo de ese modo la incertidumbre y los riesgos de no poder contar con un lugar adecuado de acopio y transporte, antes de la comercialización. De este modo el productor puede retener la cosecha a bajo costo, mejorando su posición ante la cadena de comercialización.
El silobolsa permite almacenar -por un periodo de hasta 2 años-, tanto granos secos (soja, maíz, trigo, girasol, etc) como granos húmedos (maíz, sorgo, avena, cebada, etc.) y materiales de picado fino (maíz, sorgo, alfalfa, verdeos invernales, etc.).                                     
El implemento también resulta de gran utilidad para los contratistas que realizan la cosecha, ya que de contar con las silobolsas, no se ven obligados a detener la cosecha por falta de camiones.
La gran ventaja de este almacenamiento ha sido una mayor estabilidad de precios para el productor

## Características
El silobolsa es una bolsa plástica blanca, de tres capas y filtro de rayos ultravioletas. El tamaño más común es de entre 60-75 metros de largo, por 2,75 m. El precio de una bolsa estándar es de aproximadamente US$ 500 dólares estadounidenses. La
cantidad de grano a embolsar varía de acuerdo a la densidad volumétrica del grano (200 t de
trigo, maíz, soja y sorgo, 180 t de cebada y 120 t de girasol y arroz)
Para el embolsado se utiliza una máquina embutidora, de funcionamiento muy sencillo.
El método de extracción del grano es destructivo para la bolsa. El material de la misma está hecho con materiales vírgenes y es útil para ser reciclado.